# Idoia Sagastizabal
Idoia Sagastizabal Unzetabarrenetxea (Éibar, 22 de septiembre de 1972) es una política española miembro del Partido Nacionalista Vasco. Es diputada por Vizcaya desde el 30 de noviembre de 2016 para la XII legislatura de España.

## Biografía
Idoia Sagastizabal es licenciada en Derecho y cuenta con un MBA. Es técnica en trabajo y promoción económica. Se declara como una lectora asidua. Habla euskera y castellano. 

### Carrera política
El 30 de noviembre de 2016, entró como diputada por Vizcaya en el Congreso de los Diputados, para reemplazar a Pedro Azpiazu, nombrado consejero de Hacienda y Economía del Gobierno Vasco. Fue dada de alta el 13 de diciembre de ese mismo año. También es concejala de Hacienda y Desarrollo Económico de Lequeitio.